# Folívoro

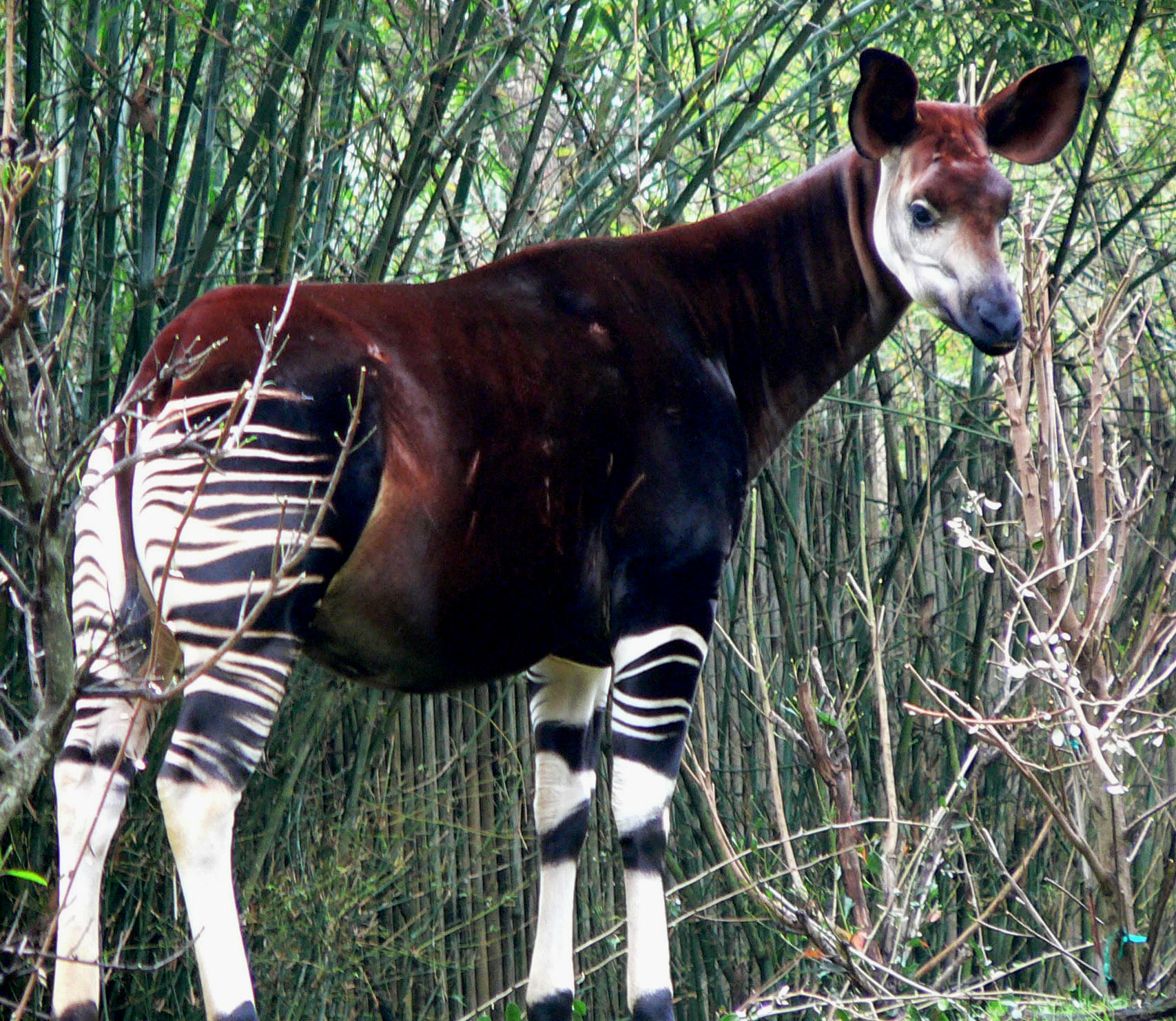
Los okapis (Okapia johnstoni) son un ejemplo de animal que se alimenta de hojas.

En zoología, un folívoro o filófago es un animal que se alimenta fundamentalmente de hojas. Las hojas maduras contienen una elevada proporción de celulosa, difícil de digerir, con un contenido energético relativamente bajo y a menudo con compuestos tóxicos. Por ello, los animales folívoros tienden a tener aparatos digestivos largos y metabolismos lentos. Muchos necesitan la ayuda de bacterias simbióticas para absorber los nutrientes de su dieta. Tal como se ha comprobado en primates folívoros, los animales pueden mostrar una preferencia mayor hacia las hojas inmaduras, que tienden a tener un contenido más alto en proteínas y más bajo en fibra y venenos que las hojas más maduras.

## Evolución
La alimentación herbívora ha evolucionado en diferentes ocasiones entre los diferentes grupos de animales. Es posible que los folívoros más tempranos hayan sido insectos. Los primeros vertebrados eran piscívoros, después insectívoros, carnívoros y finalmente herbívoros. Dado que fue necesario un complejo conjunto de adaptaciones para que se pudieran alimentar de la altamente fibrosa materia vegetal (modificaciones estructurales en los dientes, mandíbulas y aparato digestivo) y solo una pequeña proporción de tetrápodos actuales son herbívoros obligados, podría ser que los primeros tetrápodos que hicieron la transición hacia este tipo de alimentación herbívora, fuera a través de una dieta omnívora.

## Animales voladores

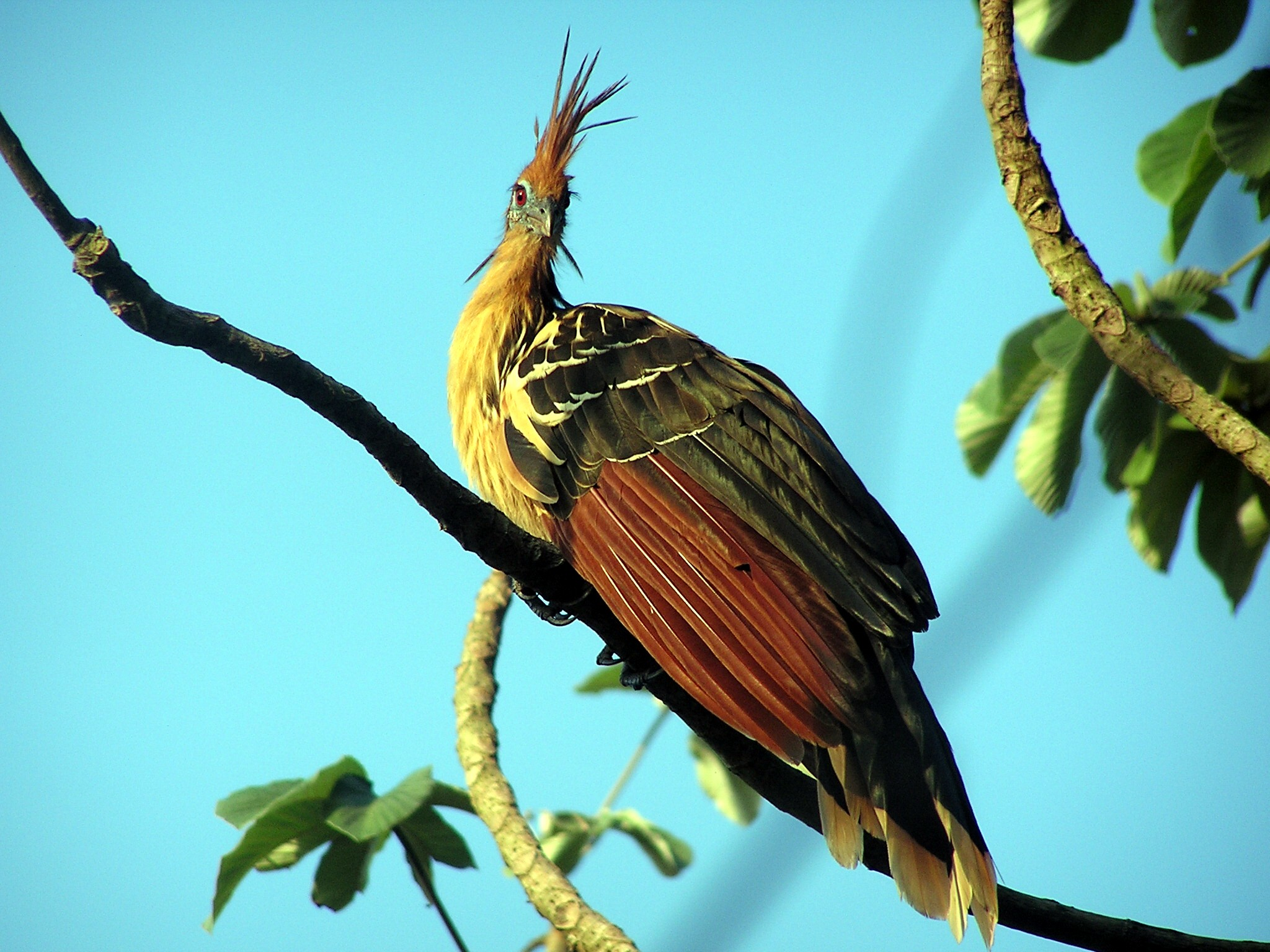
El hoacín (Opisthocomus hoazin) es uno de los pocos ejemplos de un ave voladora folívora.

Se ha observado que la alimentación a base de hojas es extremadamente rara entre los animales voladores. Morton (1978) lo atribuyó al hecho de que las hojas son de digestión lenta y pesada, y contienen poca energía en relación con otros alimentos. El hoacín (Opisthocomus hoazin) es uno de los pocos ejemplos de un ave voladora folívora.
Algunos murciélagos son parcialmente folívoros; su método de extraer el alimento de las hojas, según Lowry (1989), es masticarlas, tragar la savia y escupir el resto.

## Folívoros arborícolas

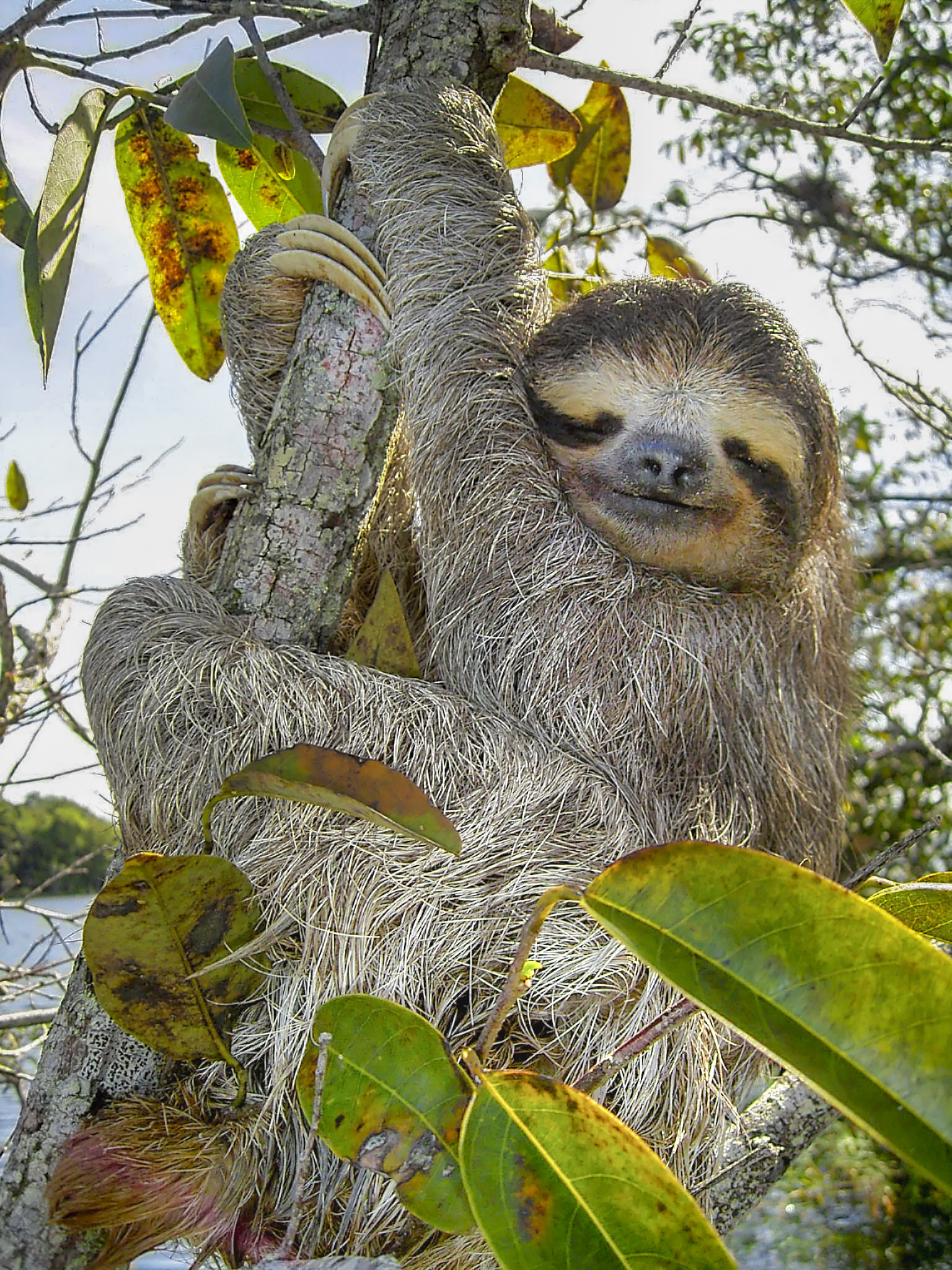
Perezoso bayo (Bradypus variegatus).

Los folívoros arborícolas, como los perezosos y algunas especies de monos y lémures, tienden a ser grandes y a encaramarse con cautela. Las semejanzas en la forma del cuerpo y la cabeza y en estructura dental entre hominoides tempranos y varias familias de folívoros arbóreos se han propuesto como pruebas de que los hominoides tempranos también eran folívoros.

## Primates

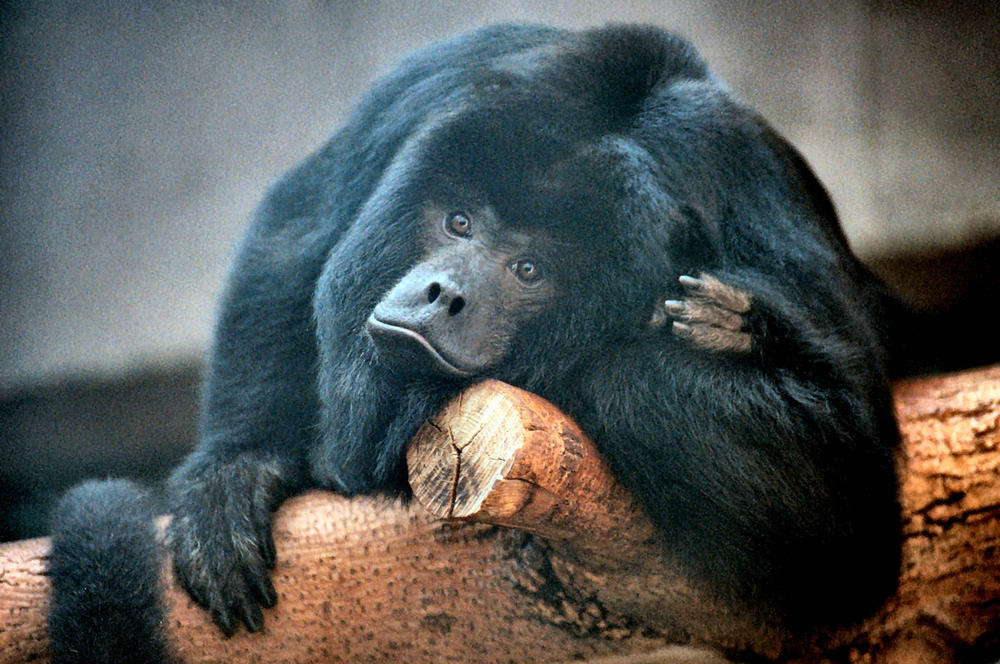
Mono aullador negro, que depende de las hojas.

La teoría ecológica convencional predice tamaños de grupo relativamente grandes para los primates folívoros, dado que los grupos grandes ofrecen una mejor defensa colectiva contra depredadores y entre los miembros de estos grupos no existe una gran competencia por la obtención de comida; sin embargo se ha observado que estos animales viven con frecuencia en pequeños grupos. Las explicaciones ofrecidas para esta aparente paradoja incluyen factores sociales, como el incremento en la frecuencia del infanticidio en grupos grandes.
Los primates folívoros son relativamente raros en el Nuevo Mundo, y la principal excepción son los monos aulladores. Una posible explicación es que el brote de las hojas y la fructificación se dan simultáneamente entre las plantas del Nuevo Mundo. Sin embargo un estudio realizado en 2001 no encontró pruebas del brote de las hojas y la fructificación simultánea en la mayor parte de las zonas estudiadas, apentemente refutando esta hipótesis.

## Insectos
Los insectos son posiblemente los folívoros más abundantes. Entre ellos, las orugas son muy numerosas. Por eso los insectos son considerados serias plagas de los cultivos. Las plantas han desarrollado muchas defensas contra estos ataques y, a su vez, los insectos (y también otros folívoros) han desarrollado formas de contrarrestar tales defensas.

## Ejemplos
Entre los animales fundamentalmente folívoros se encuentran:
- Mamíferos: okapis, perezosos, pósums, koalas y varias especies de monos.
- Aves: el hoacín de la región del Amazonas y el kakapo de Nueva Zelanda.
- Reptiles: iguanas[11]
- Insectos: varios tipos de orugas, sínfitos, escarabajos, minadores y ortópteros
- Otros: algunas especies de gasterópodos terrestres (caracoles y babosas)